# Fernambuk

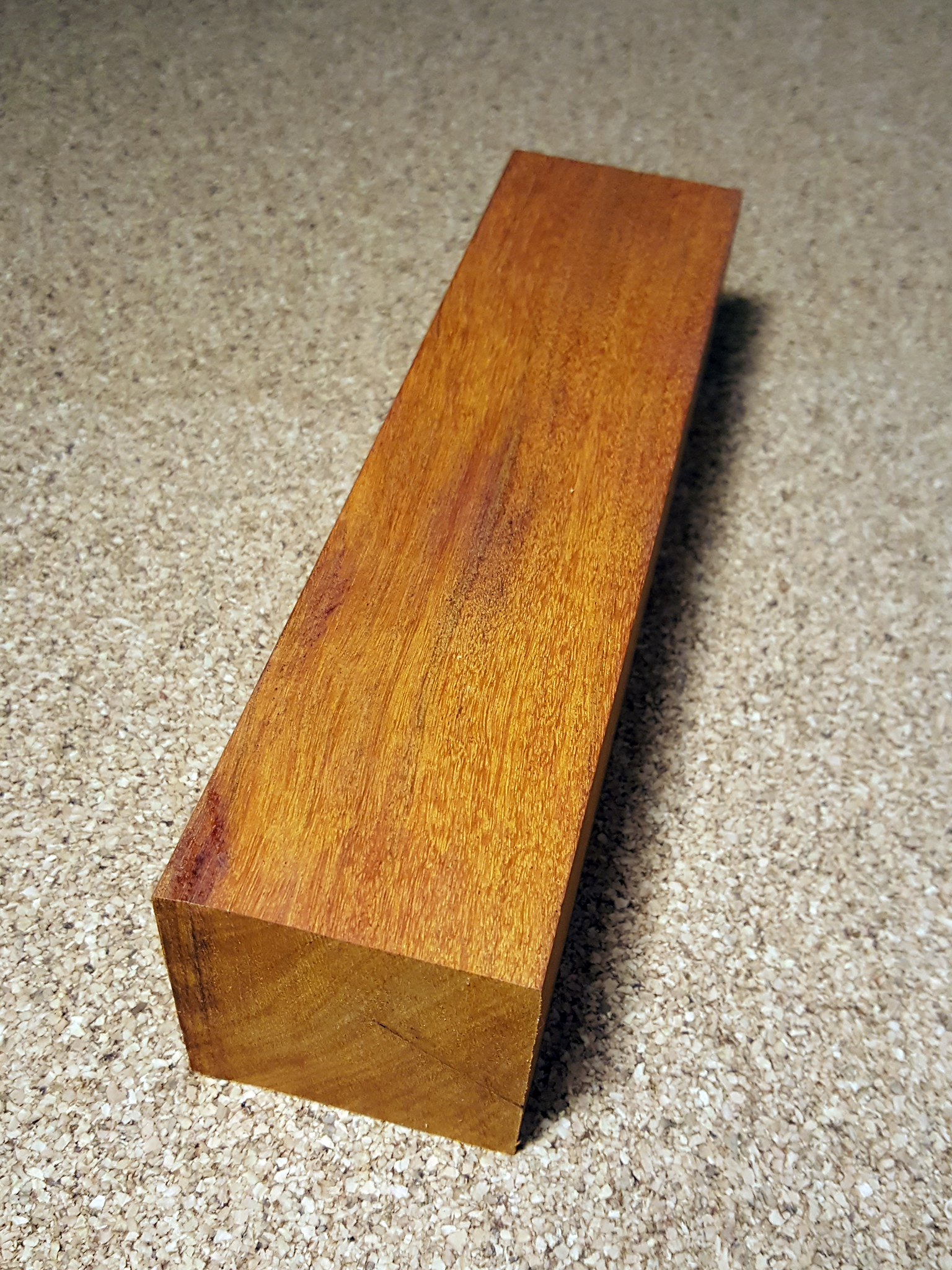
Drewno brezylki ciernistej

Fernambuk lub pernambuk – gatunek drewna egzotycznego pozyskiwanego z drzewa brezylki ciernistej (Caesalpinia echinata) z rodziny brezylkowatych. Drewno ciężkie, bardzo twarde, wytrzymałe. Usłojenie jednorodne w odcieniu ciemnoczerwonym, czerwonofioletowym.
Ze względu na swe walory techniczno-estetyczne wykorzystywane jest w meblarstwie, snycerstwie, lutnictwie (do wyrobu smyczków), w przemyśle okrętowym.